# Belanghebbend voorwerp
Het belanghebbend voorwerp drukt uit wie belang heeft bij een bepaalde "handeling". In vele talen wordt het belanghebbend voorwerp uitgedrukt in de datief (van voordeel). Het belanghebbend voorwerp duidt altijd op personen of andere levende wezens. Soms wordt het belanghebbend voorwerp ook beschouwd als een meewerkend voorwerp, het belanghebbend voorwerp kan echter nooit vervangen worden door de voorzetselconstructie "aan + ...", en is dus niet precies hetzelfde. Soms kan het echter wel vervangen worden door de voorzetselconstructie "voor + ...".
Het belanghebbend voorwerp kan ook gezien worden als de positieve tegenhanger van het ondervindend voorwerp, met andere woorden het belanghebbend voorwerp heeft (in een affirmatieve zinsconstructie) altijd voordeel.

## Voorbeelden
- Mihi domus est. (= Het huis is van mij)

- Ze schonk (voor) mij een glas bier in.

- Mir geht 's gut. (= Met mij gaat het goed)

- Het ga je goed.

- Me gusta comprar. (= Ik houd van kopen)

- Dat gaat hem niets aan.

## Verwante begrippen
Het belanghebbend voorwerp is een van de verschijningsvormen van het indirect object.
onderwerp · gezegde · persoonsvorm · zinskern · lijdend voorwerp · meewerkend voorwerp · belanghebbend voorwerp · voorzetselvoorwerp · handelend voorwerp · ondervindend voorwerp · oorzakelijk voorwerp · bepaling van gesteldheid · bijwoordelijke bepaling · bijvoeglijke bepaling